# Ralica Iwanowa
Ralica Strachiłowa Iwanowa (bg. Ралица Страхилова Иванова; ur. 16 marca 1989) – bułgarska zapaśniczka walcząca w stylu wolnym. Brązowa medalistka mistrzostw Europy w 2009; ósma w 2010. Trzecia na ME juniorów w 2009. Zdobyła brązowy medal na mistrzostwach świata zapasów plażowych w 2009 roku.